# Ninoe wardae
Ninoe wardae är en ringmaskart som beskrevs av Carrera-Parra 200. Ninoe wardae ingår i släktet Ninoe och familjen Lumbrineridae.
Artens utbredningsområde är Mexikanska golfen. Inga underarter finns listade i Catalogue of Life.